# 2:00 AM Paradise Cafe
2:00 AM Paradise Cafe è un album del cantautore statunitense Barry Manilow, pubblicato dall'etichetta discografica Arista il 15 novembre 1984.
L'album, disponibile su long playing, musicassetta e compact disc, è prodotto dallo stesso interprete, che è autore completo delle musiche.
Dal disco vengono tratti i singoli When October Goes e, l'anno seguente, Paradise Cafe.

## Tracce

### Lato A
1. Paradise Cafe
2. Where Have You Gone
3. Say No More
4. Blue (con Sarah Vaughan)
5. When October Goes

### Lato B
1. What Am I Doin' Here
2. Good-Bye My Love
3. Big City Blues (con Mel Tormé)
4. When Love Is Gone
5. I've Never Been So Low on Love
6. Night Song